# Problepsis korinchiana
Problepsis korinchiana là một loài bướm đêm trong họ Geometridae.